# Repêchage de la Ligue majeure de baseball 1987
1986 1988
Le repêchage de la Ligue majeure de baseball 1987 se tient du 2 au 4 juin 1987 par conférence téléphonique dans le bureau du commissaire du baseball, à New York. Il s'agit du repêchage amateur de la Ligue majeure de baseball, un événement annuel où les équipes sélectionnent des sportifs issus de l'université ou de l'école secondaire.

## Description
L'ordre de sélection est basé sur le classement final de la saison de baseball 1986, mais le tout premier choix est accordé à l'équipe de la Ligue américaine au plus mauvais bilan, un club de la Ligue nationale ayant repêché en premier en 1986. L'ordre de sélection respecte ainsi le système d'alternance entre les deux ligues, règle qui est en vigueur jusqu'au repêchage de 2004. 
Après avoir terminé avec 67 victoires pour 95 défaites en 1986, les Mariners de Seattle ont le pire bilan de la Ligue américaine et obtiennent ainsi le premier choix. La deuxième sélection revient aux Pirates de Pittsburgh, qui ont eu le pire bilan de la Ligue nationale et du baseball majeur (64 victoires et 98 défaites) en 1986.
Le premier joueur sélectionné lors de cette séance est Ken Griffey, Jr. de la Moeller High School (en). Le deuxième est Mark Merchant mais il ne jouera jamais de matchs en Ligue majeure.
Au moins dix joueurs sélectionnés au premier tour seront au moins une fois dans leur carrière présents lors du Match des étoiles de la Ligue majeure de baseball.